# Virgil Birou
Virgil Birou (n. 11 mai 1903, Ticvaniu Mare, Caraș-Severin – d. 22 aprilie 1968, Timișoara) a fost un scriitor român.

## Biografie
Virgil Birou a fost al treilea fiu al lui Iuliu și Mariei Birou. Tatăl său era învățătorul școlii din comuna Ticvaniu Mare, unde Virgil Birou a urmat primii ani de școală, continuând apoi la Dumbrăvița. Liceul l-a urmat la Lugoj și la Oravița.
În 1924 a început să studieze la Facultatea de Mine din cadrul Politehnicii din Timișoara, de unde a obținut în 1930 diploma de inginer. După terminarea facultății, s-a angajat la Întreprinderea Minieră Anina, unde a lucrat timp de doi ani. Din 1932 până în 1938 a lucrat la Serviciul Tehnic al Primăriei Municipiului Timișoara iar din 1938 până la sfârșitul vieții a lucrat inginer la Uzina Electrică din Timișoara.
A debutat publicistic în 1932 la revista timișoreană „Vrerea”, după care a colaborat cu numeroase publicații locale și naționale.
În 1936 a devenit membru al Societății Scriitorilor Români din Banat, iar din 1941 până în 1944, președintele acesteia. Din 1945, a fost membru al Societății Scriitorilor Români din București.

## Operă
- Oameni și locuri din Căraș, 1940 - debut literar cu volumul de reportaje
- Năzuințe și realizări. Etape din vieața culturală bănățeană, 1941
- Poezia nouă bănățeană, 1944 - antologie
- Crucile de piatră de pe valea Cărașului, 1944
- Oglinda lui Moș Ion Stăvan, 1946
- Lume fără cer, 1947 - roman
- Drumuri și popasuri bănățene, 1962

## In memoriam
- Strada din Timișoara cu codul poștal 300551 poartă denumirea „Birou Virgil”.[3]
- Un bust al prozatorului se află pe Aleea Personalităților din Parcul Central „Anton Scudier” din Timișoara.[4] Bustul a fost realizat de sculptorul Romul Ladea și a fost dezvelit la 3 august 2010, de „Ziua Timișoarei”, ca donație a fiului său, Ionel Horațiu Birou.[5]
- Alt bust este expus la Muzeul Militar din Timișoara.[4] Bustul a fost creat de Aurel Gheorghe Ardeleanu.[6]
- Pe casa de pe strada Dacilor din Timișoara, în care a locuit scriitorul, a fost pusă o plăcuță comemorativă.[4]
- Strada din Anina cu codul poștal 325100 poartă denumirea „Birou Virgil”.[7]
- Din anul 2010, Bibliotecii Casei de Cultură din Anina i s-a atribuit denumirea de Biblioteca Orășenească “Virgil Birou”.[8]
- Casa de Cultură din Ticvaniu Mare, Caraș-Severin poartă denumirea „Virgil Birou”.[9]
- Strada din Oravița cu codul poștal 325600 poartă denumirea „Birou Virgil”.[10]